# Kurt Krötzsch
Kurt Krötzsch (* 31. Januar 1909 in Lützen; † vermisst seit 1945) war ein deutscher Turner. Krötzsch war Mitglied der Nationalmannschaft.

## Leben
Der Vater von Kurt Krötzsch führte den Fünfjährigen ans Turnen heran. Nach dem Besuch der Lützener Volksschule lernte Krötzsch Möbeltischler. Er startete zunächst für den 1861 gegründeten Lützener Turnverein.
Am 9. Mai 1937 errang er mit den Turnern des TSV Leuna (neben Krötzsch waren dies Alfred Müller, Arthur Kleine, Kurt Otto und Otto Freier) den zweiten Platz bei den Deutschen Vereinsmeisterschaften in Münster hinter dem TSV 1860 München.
Diesen Erfolg konnte er am 23. Januar 1938 im festlich geschmückten Saal des Leipziger Zoos wiederholen, wiederum hinter dem TSV München 1860.
Vom 30. April bis 9. Mai 1939 turnte er in mehreren Schaukämpfen mit der Deutschlandriege in Italien.
Am 16. April 1939 errang er mit dem TSV Leuna im Deutschen Haus in Flensburg endlich den Meistertitel und war dabei bester Einzelturner.
Krötzsch war sowohl 1931 als auch 1940 deutscher Mehrkampfmeister im Kunstturnen. 1933 gewann er den Achtkampf des Deutschen Turnfestes in Stuttgart. Bei den Turn-Weltmeisterschaften 1934 in Budapest gewann er mit der deutschen Mannschaft die Bronzemedaille im Mannschaftsmehrkampf und beim Bodenturnen.
Bei der Deutschen Meisterschaft im Mannschaftsturnen der Bereiche am 27. April 1941 in Essen wurde er bester Einzelturner und erreichte mit dem Gau Mitte Platz 2 in der Mannschaftswertung hinter dem Gau Baden.
Nach Kurt Krötzsch ist die 2006 fertiggestellte Sporthalle der Freien Gesamtschule Gustav Adolf in der Pestalozzistraße in Lützen benannt.

„Ein Sportler mit Weltklasseleistungen, der sechsmal Deutscher Meister war, konnte 1936 in Berlin wegen einer Verletzung nicht an der Olympiade teilnehmen. Der Start in Tokio 1940 blieb ihm wegen des Völkermordes auf den Schlachtfeldern des Zweiten Weltkrieges versagt.“

Krötzsch geriet während des Zweiten Weltkriegs in Tschechien in Gefangenschaft und wird seit 1945 vermisst. Es gibt Gerüchte, sein Turnstil sei nach Kriegsende in den russischen Meisterschafts-Riegen zu entdecken gewesen.
Die Initiative für die ebenfalls an der Schule angebrachte Gedenktafel ging schon 2001 vom Lützener Turnvereinsmitglied Gerhard Kabitzsch aus.